# Impuesto inflación
El concepto impuesto inflación enuncia que la inflación constituye un impuesto desde el gobierno hacia los ciudadanos, ya que aumentaría la liquidez del primero en detrimento de los ahorros del segundo (señoreaje). La inflación monetaria redistribuye valor económico de los tenedores de activos monetarios a los primeros en recibir los nuevos activos recién creados, de la misma manera que la devaluación de una moneda metálica (mezclando el metal con otros más baratos) permite al emisor de la moneda apropiarse de parte del valor.
Cuando el emisor es un banco central, la impresión de nuevos billetes (o, más recientemente, su equivalente electrónico) permite a los primeros receptores (generalmente los gobiernos a través de instrumentos de deuda pública) utilizar este nuevo dinero antes de que los efectos de una mayor base monetaria se distribuyan por la economía, es decir antes de que suban los precios. Este efecto puede utilizarse como una vía más de financiación del gasto público, con la ventaja de que es un impuesto encubierto cuyos efectos se notan con un retardo de meses o incluso años (dependiendo de la velocidad de flujo monetario). Este impuesto tiene la desventaja de que castiga a los ahorristas, que ven mermado el valor de su dinero, impidiendo que dicho valor se traslade directa o indirectamente hacia la inversión.[cita requerida] El motivo es que dichas inversiones, son ahora inalcanzables por el aumento de los precios (o dicho de otro modo la disminución del valor de los ahorros). [cita requerida]

## Historia
Hasta el siglo XX, la inflación como impuesto se utilizaba principalmente en tiempos de guerra, para evitar los efectos negativos de las subidas de impuestos directos sobre la opinión pública. Los últimos emperadores romanos famosamente pagaron a las legiones en denarios devaluados, provocando motines, deserciones e incluso golpes de estado. 
Con la difusión del papel moneda se facilitó aún más esta posibilidad y se amplió su utilización. En 1923 la República de Weimar utilizó cantidades crecientes de Reichsmarks para pagar a los obreros del Ruhr durante su huelga contra la ocupación francesa. Roosevelt devaluó el dólar en 1935 (y confiscó el oro en manos privadas) para financiar los planes de gasto público del New Deal. En 1971 Nixon, para financiar la guerra en Vietnam,  suspendió definitivamente la convertibilidad del dólar con el oro. 
Algunos otros casos históricos incluyen:
- Diocleciano (devaluación del denario de plata).[4]
- República de Weimar (hiperinflación) 1923.
- Zimbabue en 2007.
- Imperio Austro-Húngaro 1922.
- Venezuela 2017 .[5][6]
- Argentina 1990.
- Serbia (Yugoslavia) 1991.
- USA (dólar continental, greenbacks, dólar confederado, 1935, 1971).
- España 1992-1994.[cita requerida]